# Placa de gesso

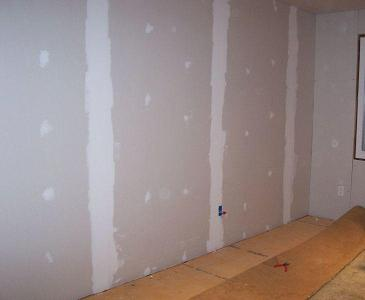
Placas de gesso laminado aplicadas numa parede interior

Placa de gesso, gesso laminado, gesso cartonado ou ainda drywall (em português: "parede seca") é um painel constituído por Sulfato de cálcio hidratado (gesso), com ou sem aditivos, e geralmente pressionado contra um revestimento de cartão. 
É amplamente usado na construção civil em paredes e tectos interiores.
O gesso pode ser misturado com fibras, geralmente de papel ou fibra de vidro, ou outros aditivos que lhe conferem maior resistência ao fogo ou diminuem a absorção de água. 
As paredes neste sistema são mais leves e com espessuras menores que as das paredes de alvenaria. São chapas fabricadas industrialmente mediante um processo de laminação contínua de uma mistura de gesso, água e aditivos entre duas lâminas de cartão. Tais sistemas são usados somente em ambientes internos das edificações, para os fechamentos externos, o sistema deverá utilizar perfis de aço estruturais (steel frame) e chapas comentícias (resistentes à ação de ventos e chuvas). O método é muito utilizado na construção civil, principalmente para áreas comerciais. As paredes de gesso dry wall permitem instalações elétricas e hidráulicas através do sistema de fixação em tetos ou aparafusadas em perfis de aço galvanizado. Além disso, adaptam-se a qualquer estrutura, como aço, concreto ou madeira.
A montagem do sistema dry wall é fácil, com redução de prazo de entrega e, consequentemente, custos menores. Com o sistema, há um ganho de área útil que pode chegar a 4% e as paredes têm superfície lisa e precisa, diminuindo custos na preparação da superfície para a pintura. Como as paredes são mais leves que o sistema de alvenaria tradicional, o sistema de parede de dry wall mais simples, equivalente a 1 metro quadrado (W-111 que corresponde a uma linha de perfil e uma chapa de cada lado) pesa cerca de 25Kg contra 150 kg de uma parede de alvenaria, consegue-se com a utilização deste sistema uma redução no custo das fundações e estruturas da edificação.

## Especificações
Placas de gesso natural ou acrescidos de aditivos, secos e revestidos com papel cartão duplex, geralmente em espessuras que vão de 48, 70 ou 90 mm e tamanhos que vão de 4x8 a 4x12. A placa é combinada a perfis de aço galvanizado que mantém a sustentação do material. As chapas de gesso são de alta resistência mecânica, diferentes dos blocos de gesso tradicionais; tal qual os utilizados na alvenaria.
Por sua facilidade de manuseio, permite o preenchimento com diversos materiais como por exemplo fibra de vidro e mantas de lã mineral, sendo indicado também para os casos em que é necessário um desempenho acústico superior ou maior conforto térmico. É utilizado há mais de 100 anos nos EUA e a aproximadamente 70 anos na Europa.
O Drywall, além de poder ser utilizado como paredes e forros, é indicado também para revestimento de paredes, colunas, vigas, dutos de ar-condicionado, dentre outras aplicações, tendo como uma de suas principais características o manuseio e instalação simples, rápido e limpo além de aceitar diversos tipos de acabamento: pintura, cerâmica, papel de parede, fórmica mármore, madeira, etc.

## História
O Drywall foi pensado como uma solução econômica para construção e acabamento.
Sua primeira versão, conhecida a princípio como placas Sackett, foi inventada em 1894 por Augustine Sackett nos EUA e consistia de 4 camadas de gesso molhado dentro de quatro folhas de papel, lã e camurça. As folhas mediam 91 x 91cm por 3cm de espessura com bordas sem acabamento, e eram vendidas como pequenas telhas à prova de fogo. Posteriormente, em 1910, surge então o “Gypsum Board" (Placa de Gesso) fabricado pela empresa Gypsum, que possuía bordas encapadas e substituía as duas camadas de papel camurça anteriores pelo suporte do papel acartonado.
Graças à sua resistência ao fogo e à rapidez de montagem, em 1917 a "Chapa Drywall" ou “Chapa Parede Seca” (como ficou conhecida nessa época) foi amplamente utilizada na l guerra mundial, mantendo este layout e evoluindo pouco até meados da segunda guerra. A partir daí então, o Drywall começa a ser comercializado em folhas de gesso seco e de papel de multi-camadas, sendo o núcleo deste gesso natural, e revestido com cartão duplex, adquirindo em menos de uma década a forma que conhecemos hoje — que consiste em uma única camada comprimida e prensada entre duas folhas de papel pesado.
Entretanto, por ainda estar associado ao gesso que requeria antigas técnicas de aplicação envolvendo muita mão-de-obra onerosa e aparência frágil, a maioria das pessoas ainda evitava as construções com Drywall, imaginando que sua instalação requeria os mesmos cuidados ou que não era
segura. Foi só a partir de 1945 que suas vantagens passaram a ser notadas em relação a outros tipos de construção e acabamentos.
A escassez da mão de obra entre o durante e o pós-guerra foi decisiva para alçar o Drywall como opção econômica e rápida em detrimento das técnicas tradicionais. Casas e fábricas podiam ser construídas em menos da metade do tempo e com bem menos trabalho que anteriormente. Além disso, os produtos baratos e eficientes passaram a ser encarados de maneira bastante patriótica por parte dos americanos, pois eles permitiam que fosse possível concentrar mais tempo e dinheiro para apoiar o esforço de guerra.
O Drywall então, passa a ser o material dominante nos EUA, iniciando-se assim o boom de construção pós-guerra. Empreiteiros, sabendo que poderiam construir casas e locais de trabalho em um décimo do tempo — em média, uma equipe de instaladores de Drywall podia terminar uma casa em cerca de duas semanas — abandonam de vez o gesso, cimento e alvenaria para dar preferência ao novo material, elevando seus lucros vertiginosamente. Ao longo do tempo, o uso de gesso puro foi se tornando obsoleto e pessoas de todo o mundo passaram a dar preferência ao Drywall. No Brasil, ele chega a partir dos anos 90 quando os grandes fabricantes mundiais com sede na Europa como BPB Placo, Knauf e Lafarge Gypsum se instalam no país e passam a ser uma solução arquitetônica rápida limpa e barata para empresas, escritórios, shopping centers e hospitais. Repete-se aos poucos assim, a tendência observada há mais de um século nos Estados Unidos e há mais de 70 anos na Europa.
Posteriormente com a evolução da tecnologia, as chapas de gesso do Drywall se tornaram mais leves e menos quebradiças e o conjunto dos materiais e sistemas de tratamento também evoluiu.

## Ferramentas e instalação

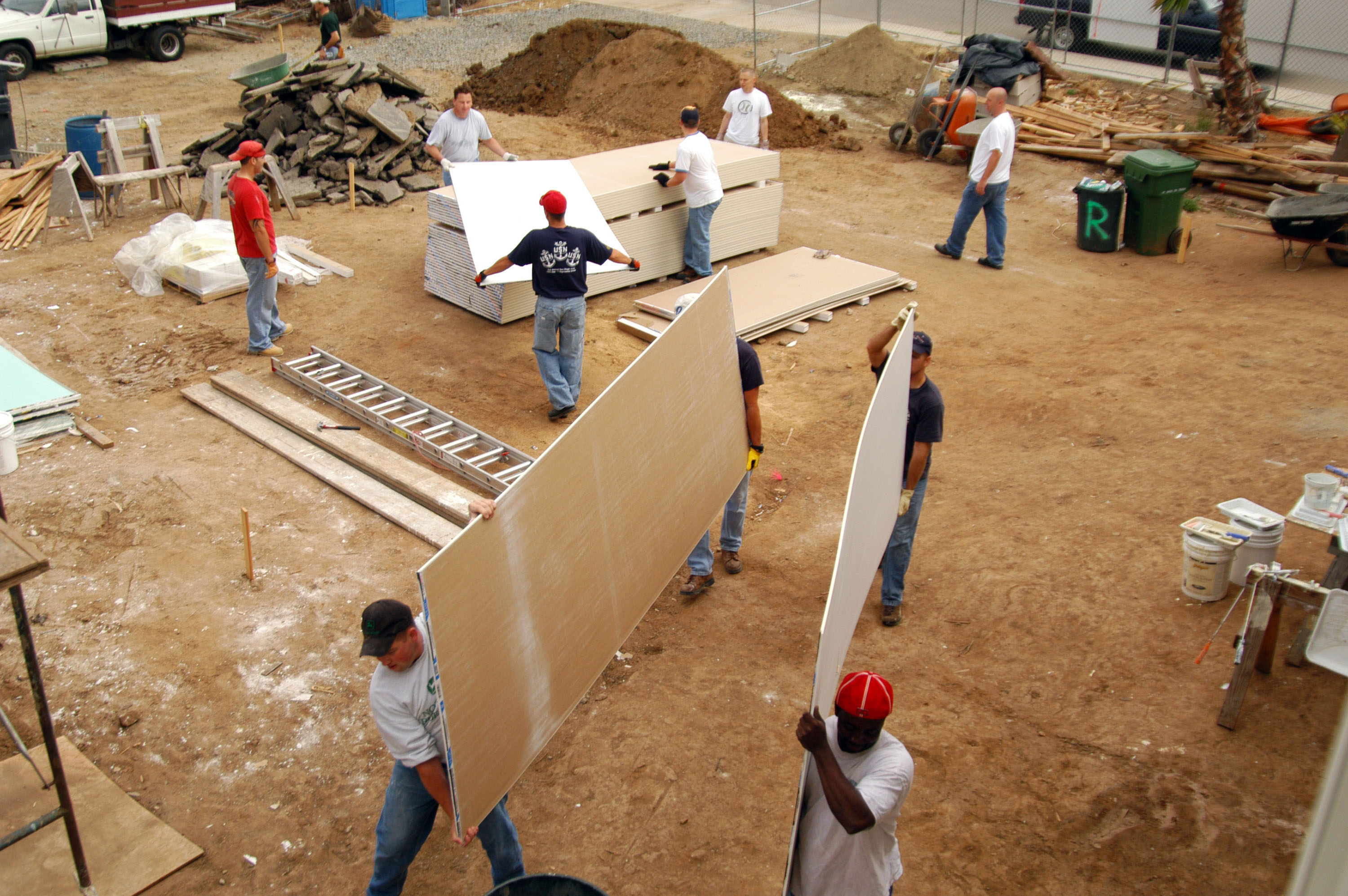
Pessoas carregando placas de gesso.

A instalação do Drywall é relativamente simples, apesar de se utilizar de ferramentas específicas como serrotes de ponta, pistolas para fixação de parafusos e parafusos próprios para Drywall.
Por esse motivo, costuma ser um projeto DIY (faça você mesmo) bastante popular no mundo, pois é de fácil aprendizagem e não requer ferramentas especiais ou muito caras.
Para a fixação de objetos mais pesados por exemplo (como quadros, espelhos e armários) recomenda-se a utilização de buchas simples e específicas, conhecidas no mercado por “buchas para ocos” (buchas de alvenaria não servem para Drywall) e um eventual reforço nos perfis de aço galvanizado caso haja excesso de peso a ser colocado na parede.
O Drywall também aceita facilmente a instalação de vasos sanitários, pias e bidês e pode ser colocado inclusive em ambientes “molhados” onde haverá a existência de banheiros ou cozinhas, facilitando a introdução de encanamento e aceitando a instalação de louças e azulejos no acabamento. Nas versões fixo, monolítico e removível, ele permite ainda a fácil aplicação e acesso à tubulações.
Na construção civil, substitui as vedações e paredes internas convencionais (paredes, tetos e revestimentos) de edifícios de qualquer espécie, onde inclusive há um ganho de 4% de área útil. Ele ainda diminui custos na preparação da superfície para a pintura, uma vez que sua superfície é lisa e precisa.

## Fixação de objetos
Para fixação de objetos pesados diretamente na parede de Drywall, como armários de cozinha e racks de equipamentos de rede de telecomunicações (de no máximo 120kg) a fixação deve ocorrer diretamente no perfil de aço que deve constar na estrutura da parede. É de muita importância que os objetos a serem fixados na parede já estejam no projeto para que sejam instaladas placas de aço no interior da estrutura para reforçar a fixação.

## Vantagens e aplicações
O peso reduzido, o elevado desempenho acústico e o isolamento térmico por si só já garantem uma elevada vantagem do sistema Drywall sobre os sistemas tradicionais, como as paredes de alvenaria. Porém suas vantagens não param por aí: O Drywall também é conhecido mundialmente pela rapidez e limpeza na montagem. Para se ter uma ideia, uma parede, um forro ou
um revestimento de Drywall além de ser executado com muita rapidez, gera pouquíssimo entulho, evitando assim o desperdício. A montagem de uma parede divisória para a criação de um novo ambiente em uma casa ou apartamento demora apenas de 24 a 48 horas já se levando em consideração a instalação de portas, tomadas e interruptores, pronta apenas para receber a pintura final.
Em razão da rapidez e da limpeza na montagem dos sistemas de Drywall, reformar um imóvel fica muito mais simples, além de permitir soluções criativas muito mais facilmente como uso de curvas, recortes para iluminação embutida e sancas.
A mesma vantagem de rapidez e limpeza está presente na hora de se consertar vazamentos de água ou fiações e sistemas internos de refrigeração por exemplo. Em todos os casos, basta fazer um corte na estrutura com um serrote de ponta, suficiente para permitir o conserto e depois fechar a parede com o mesmo pedaço de chapa.
Os sistemas Drywall proporcionam ainda uma qualidade de finalização superficial única, possuindo a facilidade de aceitar qualquer tipo de acabamento: pintura, textura, azulejos, pastilhas, mármore, granito, papel de parede e lambris de madeira.
Como também são precisos em suas medidas, há um ganho de área útil de até 5% nos ambientes, pois as paredes Drywall são mais estreitas do que as de blocos ou tijolos, e podem ser calculadas durante os projetos com mais facilidade.
O Drywall também costuma levar vantagens até mesmo no controle de insetos e fungos.
Embora insetos possam alojar-se e constituir colônias no interior de quaisquer sistemas construtivos, o Drywall impõe algumas barreiras a estas situações.
Por se tratar de um sistema baseado em componentes industrializados, sua construção, além de seca, é normalmente muito limpa. Além disso, os próprios elementos que o compõem não são atrativos a insetos: as superfícies das chapas para Drywall, não são atrativas para os cupins; as estruturas, por sua vez, são compostas por perfis de aço galvanizado; e, para completar, o isolamento térmico e acústico dos sistemas, quando necessário, é executado com lã de vidro, outro material inerte que não serve como alimento a
insetos ou fungos. Sendo assim, o “ambiente” interno dos sistemas Drywall é hostil ao desenvolvimento de qualquer forma de vida.

## Drywall x Alvenaria
Em detrimento aos métodos de construção tradicionais, o Drywall apresenta inúmeras vantagens. A primeira é em relação ao planejamento geral da obra.
Neste quesito, ele sai na frente em contrapartida dos tradicionais projetos em alvenaria, já que diferente deste último é possível saber com precisão o quanto se vai investir calculando a quantidade de placas a serem utilizadas, evitando assim surpresas ou gastos extras com materiais. A execução é rápida e limpa, com pouco desperdício de material, e dificilmente tendo custos não programados.
No que diz respeito às instalações elétricas, toda a fiação do projeto pode ser embutida no forro e a mudança ou inserção de novas tomadas, passagem de cabos, consertos ou derivações de tubulações se tornam bem mais fáceis não exigindo a quebra das paredes e sendo rapidamente executáveis, sem sujeira e transtornos no ambiente, mesmo que este já esteja construído.
O Drywall também é um sistema altamente resistente. Uma parede de Drywall é muito leve, porém é tão firme, rígida e estável quanto uma parede de alvenaria comum. Esta mesma leveza lhe proporciona versatilidade na hora de mudanças de layout de ambientes e projetos, maior facilidade na criação de detalhes, como nichos, detalhes decorativos e de iluminação, além da facilidade de limpeza, enquanto que sua resistência e estabilidade se devem à rigidez de sua estrutura, montada com perfis de aço galvanizado que permitem que a estrutura das placas não se contraia ou dilate com o tempo e que armários, estantes, suportes de TV e demais, possam ser fixados com segurança.

### Isolamento Acústico
O Drywall possui ainda uma vantagem adicional em relação a alvenaria no que se refere ao isolamento acústico e térmico, tendo o mesmo desempenho de uma parede maciça de alvenaria, apesar de ser de um material bem mais leve. O elevado desempenho acústico é conhecido desde suas primeiras
versões, e pode ser ainda melhorado, dependendo da quantidade de chapas e do preenchimento utilizado, levando-se em conta as necessidades do ambiente. O preenchimento feito com a lã de vidro por exemplo, garante excelente isolamento acústico, e isto faz com que o Drywall seja a opção mais procurada por casas de shows, cinemas, salas de música e casas noturnas.

### Resistência ao fogo e isolamento térmico
Os sistemas Drywall, utilizados em paredes, forros e revestimentos internos apresentam além do elevado desempenho acústico, uma resistência ao fogo superior ao da alvenaria convencional. Paredes de Drywall simples resistem 30 minutos de fogo, e se forem montadas com chapas tratadas, essa resistência chega a 45 minutos. Utilizando-se número maior de chapas no forro ou de cada lado da parede, esses números podem se elevar ainda mais, atendendo por exemplo às mais rigorosas exigências dos Corpos de Bombeiros.
“A grande vantagem dos sistemas Drywall”, acentua Mario Castro, presidente da Associação Brasileira dos Fabricantes de Chapas para Drywall, “é que as paredes, os forros e os revestimentos podem ser parametrizados de acordo com as necessidades de cada ambiente, obtendo-se variações sensíveis de comportamento com pequenas modificações em sua configuração”.
Uma solução simples por exemplo para reduzir o desconforto térmico frequente nos ambientes residenciais e corporativos com paredes externas sob ataque constante do sol é revestir a superfície interna dessas paredes com chapas de Drywall. O revestimento pode ser colado diretamente na parede ou
feito sobre uma estrutura de perfis fixada. Pode-se também obter um melhor isolamento térmico adicionando lã de vidro ou de rocha entre a parede e o revestimento, que ainda melhora o isolamento acústico do ambiente e proporciona um acabamento de qualidade.
Pode-se ainda aproveitar a mesma solução para o isolamento térmico contra o frio, sendo por isso indicado também para aplicação em casas de madeira.
Nestes casos, o revestimento deve ser fixado sempre sobre uma estrutura de perfis de aço galvanizado e não colado diretamente sobre a madeira, pois a mesma apresenta um coeficiente diferente de dilatação térmica em relação ao Drywall.

## Acabamento
A textura naturalmente lisa do Drywall proporciona facilidade na aplicação de quaisquer acabamentos, devendo-se observar apenas algumas regras simples.
É necessário por exemplo que a região das juntas e dos parafusos seja lixada para eliminação de rebarbas, saliências e ondulações.
Já a pintura, deve ser precedida da aplicação de um fundo preparador, pois a superfície do Drywall após tratamento das juntas e dos pontos de aplicação dos parafusos, terá nestas áreas menor absorção da tinta, enquanto que o restante da superfície apresentará maior absorção.
Cerâmica — A superfície a ser revestida com esse material deve estar completamente limpa e livre de poeira. Recomenda-se a utilização de argamassa do tipo flexível.
No caso da aplicação de laminados plásticos, os montantes devem ser fixados, no mínimo, a cada 400 mm e as chapas devem ser parafusadas preferencialmente na posição horizontal, para evitar abaulamento e saliências.

## Cuidados
Apesar da alta resistência a umidade, é recomendado que seja feita a impermeabilização do rodapé das áreas sujeitas a umidade (banheiros, cozinhas e áreas de serviço), evitando que o eventual contato com água empoçada danifique as chapas de gesso. Normalmente, nas áreas mencionadas, os sistemas Drywall são instalados com chapas já reforçadas contra umidade, contendo em sua fórmula hidrofugantes. Porém, essas chapas, embora resistentes, não são impermeáveis e devem ser tratadas.
Em áreas onde pode ocorrer a lavagem do piso por exemplo, as paredes precisam receber um tratamento específico que impeça a passagem da água sob a parede.
O Drywall possui baixa possibilidade de sofrer ataques por mofo, porém em ambientes muito úmidos isso pode ocorrer. Nesses casos, recomenda-se a utilização de chapas previamente tratadas e com aditivos contra umidade.
Também não é recomendado usar jatos de água na limpeza de paredes de Drywall tal qual utilizados em paredes de alvenaria. Os jatos podem causar danos, assim como também não é recomendada a utilização de equipamentos de limpeza à base de jatos de vapor.
Os procedimentos para reparar vazamentos, problemas de encanamento e outros no Drywall em contrapartida, costumam ser bastante simples, bastando-se apenas o reparo do trecho danificado. Em média, leva-se cerca de dois dias entre conserto e reposição do acabamento.
Deve-se cortar o trecho da chapa afetado pela água e substituir o pedaço por outro de chapa nova com as mesmas dimensões. Não se deve cortar a estrutura metálica.
No caso de problemas no encanamento, abre-se o revestimento da mesma forma, e após o conserto do encanamento a abertura é fechada com o mesmo pedaço de chapa cortado ou com um retalho de chapa nova nas mesmas dimensões.
Após parafusadas, preenche-se então o recorte e as juntas com massa específica para o tratamento e aguarda-se a secagem para lixamento e pintura ou o recebimento de nova massa para fixação de azulejos ou cerâmica.

## Drywall e a sustentabilidade
Justamente por ser um material de base papel e gesso, o Drywall permite uma série de facilidades em se tratando de reciclagem e reutilização sustentável.
O sistema se enquadra em uma categoria que proporciona conforto ambiental e economia com eficiência energética, já que garante a temperatura interna dos ambientes e ainda pode colaborar com a redução do uso de sistemas de calefação ou refrigeração, reduzindo significativamente o consumo de recursos energéticos do planeta, contribuindo para a melhora dos gastos em relação a energia elétrica.
Além disto, é uma tecnologia que permite alterações na construção sem danos agressivos ao ambiente.
Devido também a sua facilidade de instalação, melhora o reaproveitamento de espaços em construções já existentes e que podem estar em áreas de degradação, sendo um importante elemento de revitalização de espaços urbanos e geração de novas habitações.
Os resíduos do Drywall ainda são 100% recicláveis, o que facilita a sua reutilização de diversas formas, inclusive reaproveitando o gesso para a obtenção de novos Drywall, evitando assim que o mesmo possa continuar a ser extraído e tenha que fazer longas viagens, diminuindo assim os custos de logística e deslocamento para fabricantes e utilizadores.
O gesso reciclado pode ainda ser matéria prima para o cimento Portland, que por sua vez também é utilizado em diversos materiais para construção, como por exemplo o estuque. E mais recentemente, foi descoberto que o Drywall esmagado é muito útil como condicionador de solos, já que fornece cálcio e enxofre, possuindo também um alto teor de sal, que torna o solo mais apto para o crescimento e desenvolvimento de culturas como batata, milho e amendoim.
Por fim, como dito anteriormente, o Drywall devido a sua tecnologia “seca”, evita ainda a proliferação de insetos em ambientes, uma vez que sua composição rica em aditivos e os materiais utilizados no forro, não permitem um ambiente propício para a multiplicação destes.
O Drywall então, é um material extremamente versátil, barato e sustentável, que superou sua reputação inicial de substituto barato para o gesso, para se tornar uma ótima solução para construções.

## Mercado brasileiro
O Drywall chegou ao Brasil nos anos de 1990, mas a princípio foi pouco divulgado e difundido por diversos interesses e lobbies, além de enfrentar a mesma questão cultural enfrentada inicialmente em seu país de origem no que referia a mão de obra barata e aparente fragilidade do produto.
Somente depois da abertura de mercado para a entrada de novas tecnologias é que o Drywall finalmente ganhou a oportunidade de adentrar inicialmente o mercado da construção civil.
Nos últimos anos, este sistema veio ganhando cada vez mais espaço em função da instalação em nosso país de três grandes fabricantes mundiais do sistema
Em detrimento de eventuais receios culturais e interesses, o Drywall atingiu um elevado nível de obras habitacionais construídas em todo o território nacional em canteiros de obras das maiores construtoras do mercado.
O Drywall também tem adquirido um conceito importante do mercado brasileiro, alavancando a sua fatia expressiva de aproximadamente 18 milhões de metros quadrados por ano de demanda, baseado em fontes gerais e obras realizadas, crescendo expressivamente anualmente.
No Brasil, a associação brasileira de Drywall ajuda a difundir a utilização de Drywall e mantém programas de apoio e divulgação.